# Hermann Josef Vogt
Hermann Josef Vogt (* 1. Juli 1932 in Dudweiler; † 28. August 2015) war ein deutscher römisch-katholischer Geistlicher, Theologe, Althistoriker und Patrologe.

## Leben
Hermann Josef Vogt trat in das Priesterseminar in Trier ein und studierte Philosophie und Theologie an der Theologischen Fakultät Trier und der Päpstlichen Universität Gregoriana. Er war Alumne des Pontificium Collegium Germanicum et Hungaricum de Urbe, des deutschsprachigen Priesterseminars in Rom. Am 10. Oktober 1958 empfing er durch Erzbischof Luigi Traglia, dem damaligen Vizegerenten und späteren Kardinalvikar für das Bistum Rom, in Sant’Ignazio di Loyola in Campo Marzio die Priesterweihe; er wurde in sein Heimatbistum Trier inkardiniert. Nach seinem Kaplanat wurde er vom Trierer Bischof Matthias Wehr zum Weiterstudium an der Katholisch-Theologischen Fakultät der Rheinischen Friedrich-Wilhelms-Universität Bonn freigestellt. 1966 wurde er mit der Dissertation Coetus Sanctorum. Der Kirchenbegriff des Novatian und seiner Sonderkirche zum Dr. theol. bei Karl Baus promoviert. Er war wissenschaftlicher Assistent am Lehrstuhl für Alte Kirchengeschichte und Patrologie bei Karl Baus. 1971 habilitierte er sich an der Uni Bonn bei Karl Baus und Ernst Dassmann mit der Schrift Das Kirchenverständnis des Origenes.
1971 erhielt Vogt einen Ruf auf den Lehrstuhl für Alte Kirchengeschichte, Patrologie und Christliche Archäologie an der Katholisch-Theologischen Fakultät der Eberhard Karls Universität Tübingen in Nachfolge von Peter Stockmeier. Nach seiner Emeritierung 2000 wirkte er als Seelsorger in seiner Heimatgemeinde und Primizkirche St. Martin, einem Stadtteil von Merzig.
Hauptlehr- und -forschungsgebiet von Vogt war Origenes, einer der bekanntesten Kirchenväter, christlichen Gelehrten und Theologen der Spätantike. Vogt erarbeitete von 1983 bis 1993 das dreibändige Werk zu Origenes’ Kommentar zum Evangelium nach Matthäus. Des Weiteren lieferte er umfangreiche Forschungsergebnisse zum Konzil von Ephesos (431).
Hermann Josef Vogt engagierte sich für die christliche Ökumene, insbesondere für den Dialog zwischen Katholischer Kirche und der Orthodoxie. Er war Mitglied der „Gemischten Internationalen Kommission für den theologischen Dialog zwischen der Römisch-Katholischen Kirche und der Orthodoxen Kirche“.
Zu seinen Promovenden zählen: Wilhelm Geerlings (Christus exemplum. Studien zur Christologie und Christusverkündigung Augustins. 1978), Hildegard König (Apponius. Die Auslegung zum Lied der Lieder: die einführenden Bücher I - III und das christologisch bedeutsame Buch IX. 1990), Verena Wodtke-Werner (Der Heilige Geist als weibliche Gestalt im christlichen Altertum und Mittelalter. Eine Untersuchung von Texten und Bildern. 1993), Gudrun Münch-Labacher (Naturhaftes und geschichtliches Denken bei Cyrill von Alexandrien. Die verschiedenen Betrachtungsweisen der Heilsverwirklichung in seinem Johannes-Kommentar. 1994), Pius Angstenberger (Der reiche und der arme Christus. Die Rezeptionsgeschichte von 2 Kor 8,9 zwischen dem zweiten und dem sechsten Jahrhundert. 1994) und Felix Thome (Historia contra Mythos. Die Schriftauslegung Diodors von Tarsus und Theodors von Mopsuestia im Widerstreit zu Kaiser Julians und Salustius’ allegorischem Mythenverständnis. 2003). Habilitiert wurden bei Vogt Wilhelm Geerlings (1980) und Felix Thome (Studien zum Johanneskommentar des Theodor von Mopsuestia. 2006).

## Ehrungen
- Nabil el-Khoury, Henri Crouzel, Rudolf Reinhardt (Hrsg.): Lebendige Überlieferung. Prozesse der Annäherung und Auslegung. Festschrift für Hermann-Josef Vogt zum 60. Geburtstag. Schwaben-Verlag u. a., Ostfildern u. a. 1993, ISBN 3-7966-0715-2.
- Wilhelm Geerlings, Hildegard König (Hrsg.): Origenes – vir ecclesiasticus. Symposion zu Ehren von Herrn Prof. Dr. H.-J. Vogt (= Hereditas. 9). Borengässer, Bonn 1995, ISBN 3-923946-27-9 (Beiträge aus dem Festsymposium zum 60. Geburtstag von Hermann-Josef Vogt).
- Origenes als Exeget. Herausgegeben von Wilhelm Geerlings. Schöningh, Paderborn u. a. 1999, ISBN 3-506-79509-0 (Band mit Aufsätzen von Hermann-Josef Vogt aus Anlass seiner Emeritierung).

## Schriften
- Coetus sanctorum. Der Kirchenbegriff des Novatian und die Geschichte seiner Sonderkirche. (= Theophaneia. Bd. 20). Hanstein, Bonn 1968 (Zugleich: Bonn, Universität, Dissertation, 1966).
- Das Kirchenverständnis des Origenes (= Bonner Beiträge zur Kirchengeschichte. Bd. 4). Böhlau, Köln u. a. 1974, ISBN 3-412-03274-3 (Zugleich: Bonn, Universität, Habilitations-Schrift, 1970/1971).
- Origenes: Der Kommentar zum Evangelium nach Mattäus. Eingeleitet, übersetzt und mit Anmerkungen versehen. Hiersemann, Stuttgart 1983–1993;
  - Erster Teil: Buch X – XIII (= Bibliothek der griechischen Literatur. 18, Abt. Patristik). 1983, ISBN 3-7772-8307-X;
  - Zweiter Teil: Buch XIV – XVII (= Bibliothek der griechischen Literatur. 30, Abt. Patristik). 1990, ISBN 3-7772-9011-4;
  - Dritter Teil: Die Commentariorum Series (= Bibliothek der griechischen Literatur. 38, Abt. Patristik). 1993, ISBN 3-7772-9325-3.
- als Herausgeber unter Mitarbeit von Clemens Steiling: Kirche in der Zeit. Walter Kasper zur Bischofsweihe. Gabe der Katholisch-Theologischen Fakultät Tübingen. Wewel, München 1989, ISBN 3-87904-163-6.
- Bilder der frühen Kirche. Bildworte der Bibel bei den Kirchenvätern. Kleine Geschichte des Credo. Wewel, München 1993, ISBN 3-87904-189-X (In italienischer Sprache: Immagini della chiesa delle origini (= Già e non ancora. 367). Traduzione dal tedesco di Maria Luisa Milazzo. Jaca Book, Mailand 2000, ISBN 88-16-30367-0).
- mit Guy Bedouelle: Kirchengeschichte, Patrologie. Bonifatius, Paderborn 2001, ISBN 3-89710-187-4.